# يناير (رأس السنة الأمازيغية)
ينّاير (بالتيفيناغ: ⵢⵏⵏⴰⵢⵔ)، أو ناير أو التراز، بحسب اختلاف اللهجات الأمازيغية والمغاربية في شمال أفريقيا هو أحد الشهور الأمازيغية، فهو الشهر الأول من السنة الأمازيغية، ويتزامن حلوله ليلة الثاني عشر من بداية السنة الميلادية. والسنة الأمازيغية تبتدئ من سنة تسعمائة وخمسين قبل الميلاد، وبالتالي فإن التقويم الأمازيغي يزيد تسعمائة وخمسين سنة عن التقويم الميلادي، فمثلا توازي السنة الأمازيغية 2975 السنة 2025 الميلادية.
هناك إختلاف حول الاحتفال به في مساء يوم 12 يناير أو 13، وهو أمر منتشر على نطاق واسع في الجزائر والمغرب وليبيا وجزر الكناري.
في الجزائر في 27 ديسمبر 2017، أقر الرئيس الجزائري عبد العزيز بوتفليقة رسميًا يناير عطلة رسمية يتم الاحتفال بها في 12 يناير من كل عام. أقيم أول احتفال رسمي بعيد يناير كعطلة عامة في الجزائر في 12 يناير 2018.
في 3 مايو 2023 بالمغرب، أعلن الملك محمد السادس يوم 14 يناير 2023 رأس السنة الأمازيغية يوم عطلة رسمية. وفي فرنسا، تم إدراج "يناير" ضمن قائمة الجرد للتراث الثقافي غير المادي منذ عام 2020.

## أصل التسمية
للتسمية روايات مختلفة تتعلق بإسم الشهر بالتحديد و هو أول الشهول في التقويم، ويتكون يناير من كلمتين أمازيغيتين: يان والتي تعني "رقم واحد"، و "أيور " والتي تعني "شهر"،"يناير» بمعنى الشهر الأول.
و أخرى تقول بتسمية الشهر على اسم يناير ليانوس إله البوابات والمداخل في الميثولوجيا الرومانية. وهي آتية من اللاتينية والتي تعني الباب (ianua) حيث أن يناير هو باب الدخول إلى السنة.
ووفقا لمعاني مختلفة، يتوافق يناير مع اليوم الأول من التقويم الزراعي الذي استخدمه الأمازيغ لعدة قرون. كما يشير يناير أيضًا إلى بداية التقويم اليولياني المعتمد في روما القديمة ويقابله ثلاثة عشر يومًا من التقويم الغريغوري .
لدى يناير عدة أسماء شائعة يمكن أن تختلف حسب المنطقة مثل إيد سڭاس ( باللهجة المغربية ) أو حاجوزة في المغرب.

## أصول الاحتفال
يُعد الاحتفال بالسنة الأمازيغية تقليدًا تاريخيًا قديما في شمال إفريقيا، يرتبط بالموروث الزراعي والثقافي للأمازيغ. يُعرف هذا الاحتفال بـ"يناير"، ويتميّز بتنوع طقوسه وأساليبه من منطقة إلى أخرى، يرتبط هذا التقليد بعلاقة وثيقة بالطبيعة والزراعة، ويُعتبر جزءًا من التراث الثقافي المشترك لسكان المنطقة.
ارتبط يناير بمعتقدات ضاربة في القدم، فمثلا يعتقد الأمازيغ أن من يحتفل بيناير سيحظى بسنة سعيدة وناجحة، ويختلف شكل الاحتفال من منطقة إلى أخرى، تُعد أطباق مثل الشرشم أو الكسكس والفواكه المجففة والمكسرات في الجزائر من بين الأطعمة التقليدية التي تُحضر وتُستهلك خلال الاحتفالات برأس السنة الأمازيغية، حيث تُوزع على أفراد العائلة خلال الليلة الاحتفالية. وتعد أكلة أوركيمن في المغرب أو إيرفين من الأطباق التقليدية التي تُحضّر في هذه المناسبة.
في العصور الوسطى، ظهرت أقدم المراجع المكتوبة التي تتحدث عن "ينيار" كحدث احتفالي في كتابات ابن قزمان (1086-1160) من قرطبة، وكذلك في كتابات الفقيه المالكي أبو بكر محمد العلي تورتوسي (1059-1126). فبينما يصف الشاعر ينيّر بأنها لحظة احتفال، يعتبرها الفقيه بدعة.[بحاجة لمصدر أفضل]
وقد ذكر ابن قزمان يناير مرتين في ديوانه. في البداية، يستحضرها بعبارات احتفالية، ثم يقدم وصفًا تفصيليًا للاحتفال بيناير في القرن لثاني عشر في قرطبة. أثناء تجوله في أحد الأسواق، يصف المنتجات الآتية من بلاد المغرب المعروضة في أكشاك السوق، مثل الكعك وقرون الغزال والحلويات والفواكه الطازجة والفواكه المجففة. تشكل هذه القصيدة أحد المصادر النادرة في العصور الوسطى التي توفر الكثير من التفاصيل حول طقوس ينيير في الأندلس. وتجدر الإشارة إلى أن الاحتفال الحالي بهذا العيد في القطاع الوهراني في الجزائر وأجزاء أخرى من شمال إفريقيا يحمل أوجه تشابه مذهلة مع ذلك الذي وصفه ابن قزمان 

### قصة العجوز
يحتفل بشهر ينّار أو يَنَّاير في أنحاء وبلدان مختلفة من بلاد المغرب ، وفي مالي والساحل بالإضافة إلى نيجيريا. ويرجع أصل وتاريخ رأس السنة الأمازيغية، في التراث الشعبي المغاربي بأسطورة العجوز التي تحدّت شهر يناير، tحسب المعتقدات الأمازيغية، تُروى قصة عن امرأة عجوز استهانت بقوى الطبيعة واغترت بقوتها، فلم تشكر السماء على صمودها ضد برد الشتاء القاسي. وفي يوم من الأيام، تحدّت العجوز "ينّاير" (أشد فصول الشتاء برودة) بالخروج مع عنزاتها الصغيرات لطهي طعامها خارج البيت رغم البرد القارس. فغضب "ينّاير" وطلب من "فورار" (شهر فبراير) أن يقرضه ليلة ونهارًا ليعاقب العجوز على غرورها. وعندما تحقق ذلك، جمدت العجوز وعنزاتها، ويُقال إنه توجد في منطقة جرجرة صخرة تُعرف باسم "صخرة العجوز والعنزات"، حيث يمكن ملاحظة شكل العجوز وهي تحلب معزاتها بجانب صغار الماعز. حتى اليوم، يستحضر بعض الأمازيغ ذكرى "يوم العجوز"، ويعتبرونه يوم حذر واحتياط، حيث يُفضل عدم الخروج للرعي في هذا اليوم تجنبًا لعاصفة شديدة.

### التقويم الفلاحي
يحتفل سكان شمال أفريقيا الأصليين به تفاؤلا بموسم فلاحي وافر، حيث يعتمد الأمازيغ في تقويم "ينّاير" على ما يُعرف بالتقويم الفلاحي، الذي يتبعه الفلاحون لتنظيم مواعيد الزراعة والسقي. يُعتبر شهر يناير نهاية موسم الحرث ومنتصف موسم المطر، كما تتزامن السنة الأمازيغية الجديدة مع نفاد مخزون المؤونة التي يُخزنها الفلاحون تحسبًا لفصل الشتاء، والتي تُعرف محليًا باسم "العولة".

### قصة شيشنق الأول
وفي عام 1980، اقترح عمار نجادي، جزائري الأصل ومقيم في باريس، انشاء تقويم أمازيغي مشابه للتقويم الروماني الذي حدد بدايته من 13 يناير ميلادي، ويتوافق مع بداية السنة الفلاحية في المنطقة، و تقرر تحديد بداية السنة الصفر للتقويم الأمازيغي إستنادا إلى قصة إعتلاء شيشنق الأول عرش مصر الفرعونية في 943ق.م و تأسيسه الأسرة الثانية والعشرين الفرعونية. وموجود في إحدى الصخور في وادي الملوك بمصر ذكر لأقوى المعارك التي قادها منتصرا.
ينحدر شيشنق الأول، من أحد قبائل المشواش الأمازيغية المتمركزة في شرق ليبيا حاليا، لا أدلة مؤكدة تُثبت أن شيشنق عاصر رمسيس الثاني، لأنه مات قبل ولادة شيشنق بأكثر من مئة عام. و في رواية موازية ان شيشنق تزوج من ابنة الفرعون بسوسنس الثاني آخر ملوك الأسرة الحادية والعشرين، ترتب عنه قيام الأسرة الثانية والعشرين حوالي 940 قبل الميلاد. فالمرجح انه تمكن من تولي الحكم في مصر القديمة بزواجه من ابنة الفرعون،
بالتوازي طالبت الأكاديمية البربرية، التي تأسست في فرنسا، لاعتبار "يناير" رأسًا للسنة الأمازيغية في التقويم المقترح، مستندة إلى التقاليد القديمة لسكان شمال إفريقيا. في نفس عام 1980، الذي اقترح فيه عمار نجادي التقويم الأمازيغي.

## مظاهر الاحتفال
مظاهر الاحتفال ببداية السنة الأمازيغية كثيرة ومتنوعة كل حسب عاداته وتقاليده، حيث يأخذ الاحتفال نكهة خاصة لدى أمازيغ الجزائر والبلدان المغاربية الأخرى، ويتم إحياؤها بطقوس مميزة وعادات تعكس هوية سكان المنطقة.
أحد أهم جوانب يناير هو إعداد وجبة خاصة رمزية، دسمة ومتميزة عن الأطباق اليومية. في الجزائر، يتم الاحتفال بيناير في مختلف المناطق الأمازيغية، بما في ذلك مجتمعات القبائل، والشاوية، والمزابيين، والطوارق، حيث يضيف كل منهم لمسات فريدة إلى التقليد.

### في المغرب
- يضع الرجال عصيا طويلة من القصب في المزارع والحقول في بعض المناطق حتى تكون غلال السنة الفلاحية الجديدة جيدة وتنمو بسرعة، فيما الأطفال يقطفون الزهور والورود عند مداخل المنازل، ويرتدون ملابس جديدة ويحلق الصغار رؤوسهم.[25]
- يستمر السهر على رقصات أحواش وأنغام الروايس، وفي اليوم الأول من السنة الأمازيغية تحمل النساء المغاربيات قليلا من «تاكلا»(العصيدة) أو «بركوكش» غير مملح إلى مكان خارج القرية، ينصرفن دون أن يتكلمن بعد وضعه في مكان معلوم وتسمى هذه العملية «أصيفض» أي إعطاء الجن نصيبه من الطعام، قبل أن يُضاف إليه الملح.[25]
- في الصباح الموالي، تقوم النساء وفتيات القبيلة بما يسمى «أزكوزيو أسگاس»، أي تخضير السنة. وقد تجتمع النساء لوحدهن والفتيات لوحدهن ويذهبن إلى الحقول في ضواحي القرية حيث الربيع الأخضر، ويحملن على ظهورهن سلات «أزكيون»، ويجمعن مختلف الأعشاب من «أكلاس» الذي هو ربيع الشعير أو «تيفراضين»، أي سعف النخيل، والمراد بهذه العملية افتتاح السنة الأمازيغية الجديدة بلون أخضر لون الخصوبة والطبيعة والسلام.[25]

### الجزائر
يحتفل به السكان في كامل القطر الجزائري وتتميز كل منطقة بتقاليدها الخاصة الإحتفالية،  

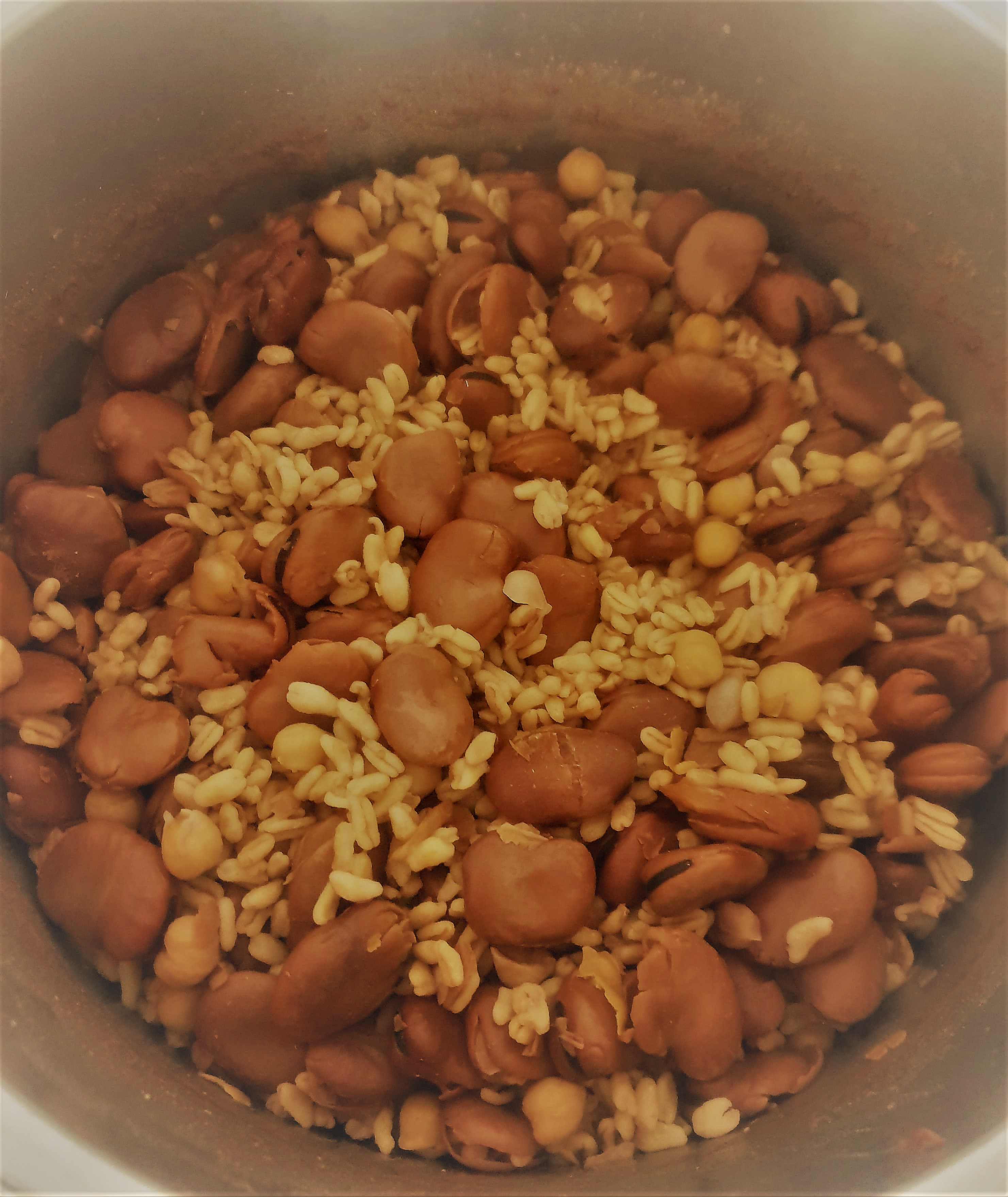
شرشم أحد أطباق الناير في الجزائر

الشاوية: في منطقة الشاوية بجبال الأوراس، يختلف عن باقي المناطق، حيث يقوم سكان الأوراس بتغيير الموقد التقليدي المتكون من الأحجار والرمال التي يطهى عليها الأكل، وبعد العشاء تقوم العائلات بتنظيم سهرة خاصة بحضور التراز والفول السوداني والشاي على الطاولة. يتميز أيضا بإعداد "التريدة" (رقائق المعجنات الرقيقة المنقوعة في صلصة اللحم اللذيذة) أو "الشخشوخة"، وهو طبق من الخبز المسطح الممزق الممزوج باللحم والخضروات في صلصة غنية. ويقيم الشاوية أيضًا تجمعات جماعية حيث تتشارك العائلات في وجبات الطعام وتتبادل البركات من أجل الرخاء والوفرة في العام الجديد.
القبائل: خلال احتفالات السنة الأمازيغية، تُعد مجموعة من الأطباق التقليدية التي تحمل رمزية ثقافية خاصة، منها الأسفل و هو طبق يُحضّر باستخدام لحم الأضحية ويُقدَّم مع الكسكس المزين بالخضروات الموسمية. كذلك البركوكس و هو طبق غني يتكون من الخضروات وعجينة مصنوعة من الحبوب.

يحرص سكان منطقة القبائل في الجزائر على ذبح ديك عن الرجال ودجاجة عن النساء يذبحها كبير العائلة من الرجال، وتحضر النساء العشاء الذي يحضره جميع أفراد العائلة وسط أجواء من الفرح والغناء ويضعون الحناء للأطفال، ويعتبرون هذه الطقوس فأل يقيهم من الحسد والعين.

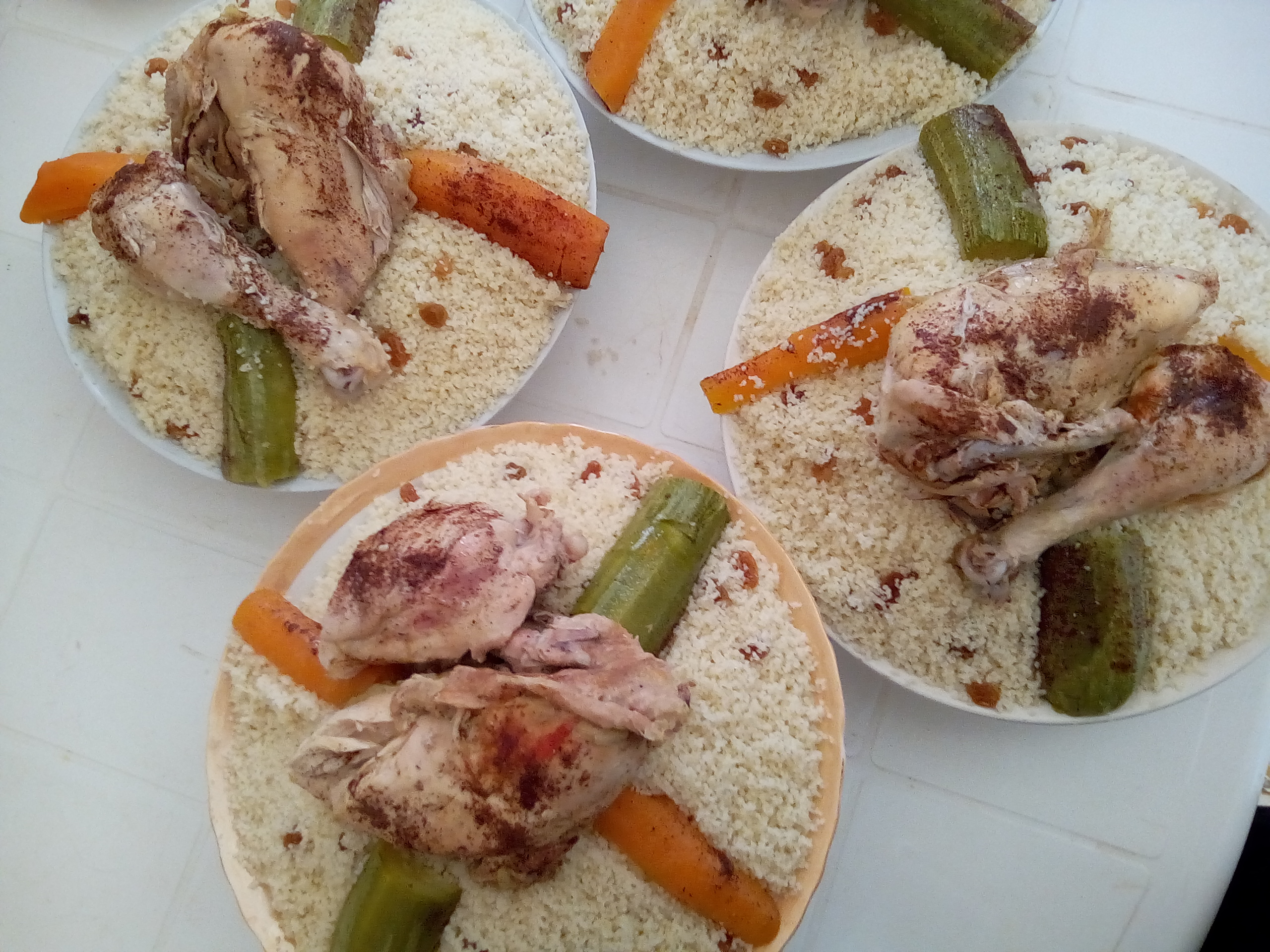
كسكس يناير في الجزائر

المزابيين والطوارق: تجلب مناطق أخرى، مثل وادي ميزاب والصحراء، نكهاتها الخاصة للاحتفال، بما في ذلك في كثير من الأحيان التمور والخبز التقليدي والأطباق القائمة على الماعز.

الغرب الجزائري : يحتفل به سكان المنطقة بإسم الناير وهو عادة قديمة.  وتجدر الإشارة إلى أن الاحتفال الحالي بهذا العيد في القطاع الوهراني في الجزائر وأجزاء أخرى من شمال إفريقيا يحمل أوجه تشابه مذهلة مع ذلك الذي وصفه ابن قزمان   القرطبي في بلاد الأندلس

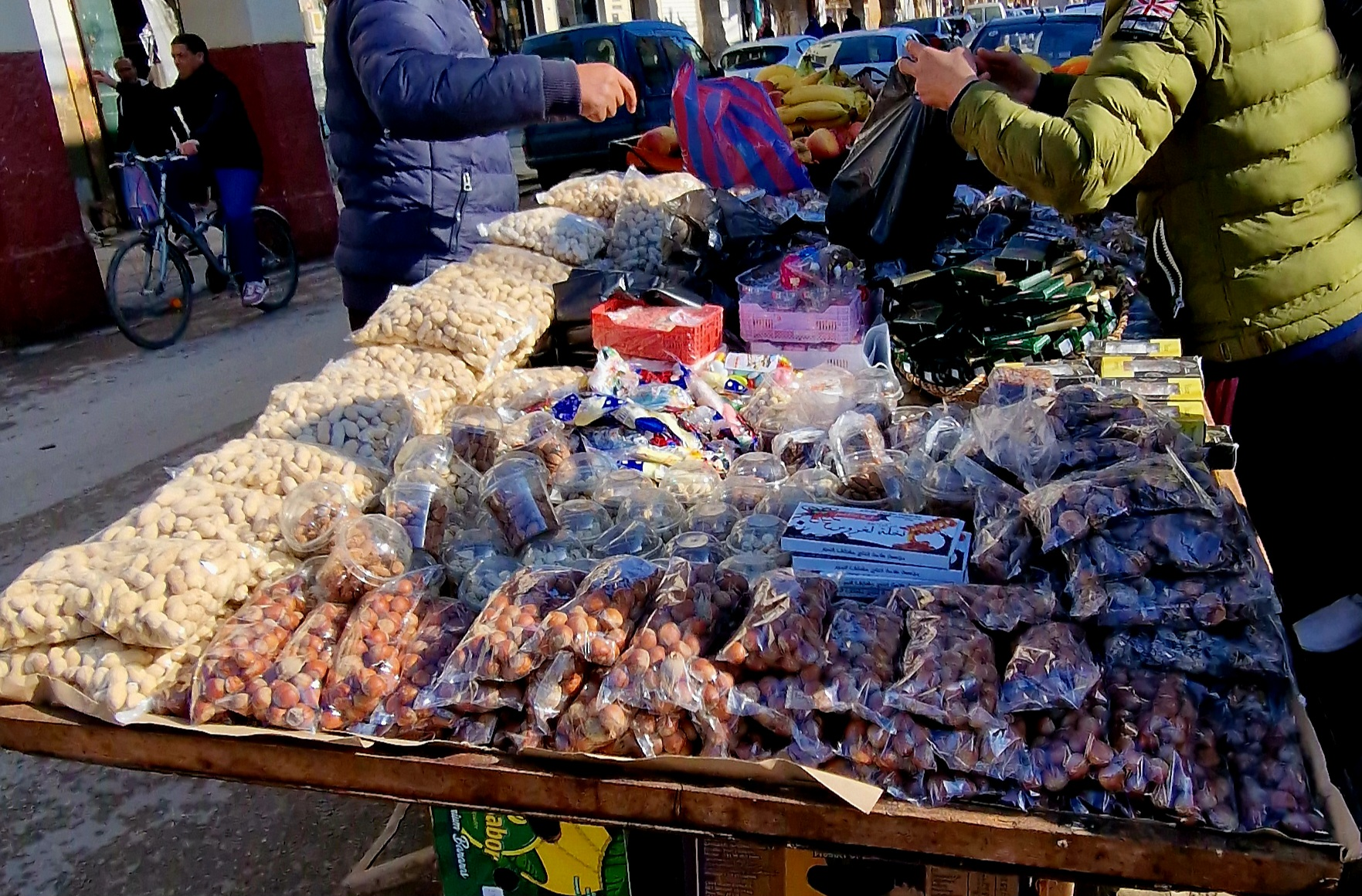
طاولة بيع مكسرات الناير في غرب الجزائر

### تونس

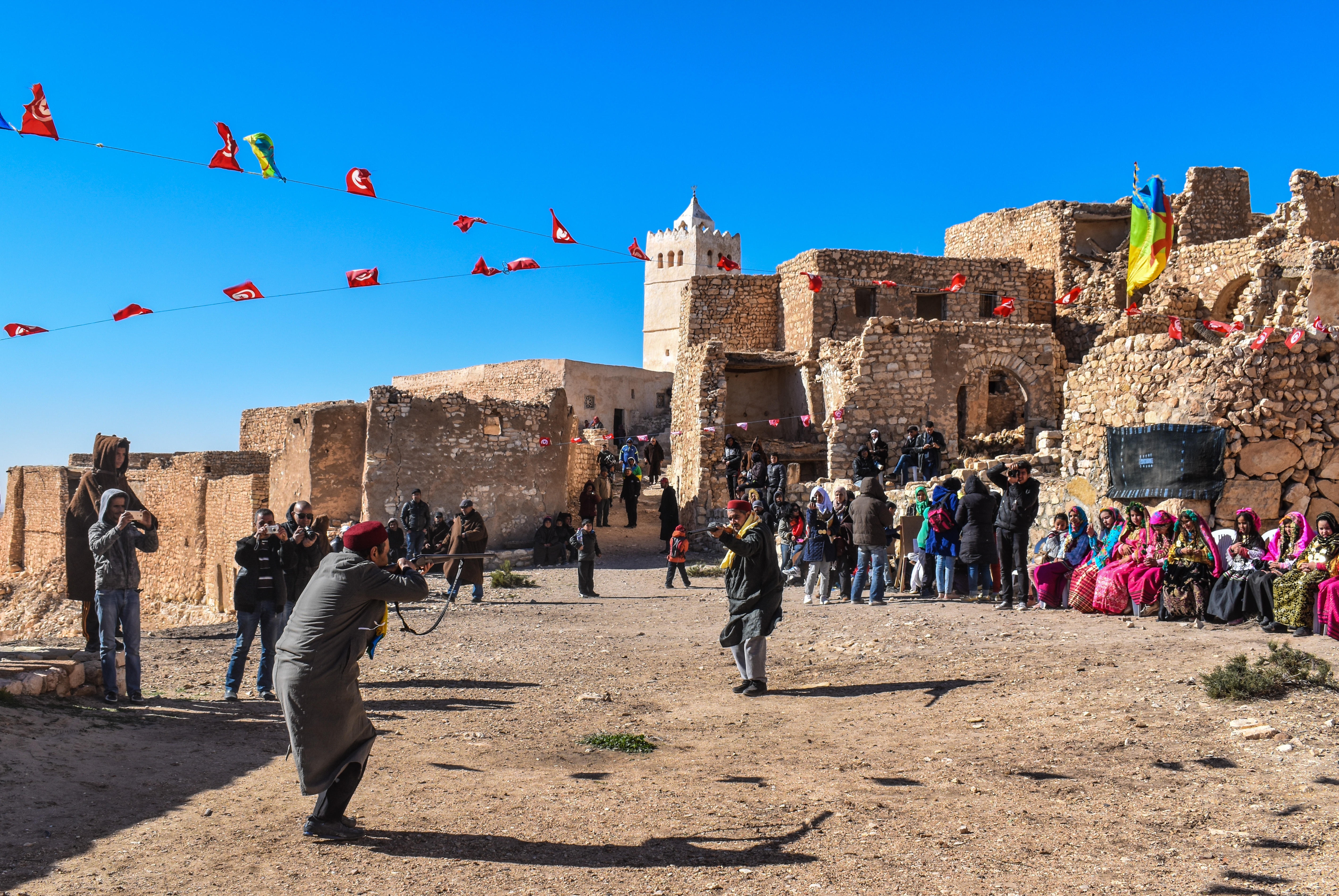
احتفال بيناير في احد قرى تونس

### بلاد الأندلس
من أقدم المخطوطات التي تتحدث عن "ينيار" كإحتفال،  موجودة في كتابات  ابن قزمان (1086م-1160م) القرطبي ، كما في كتابات الفقيه المالكي أبو بكر محمد العلي تورتوسي (1059-1126). فبينما يصف الشاعر ينيّر بأنها لحظة احتفال، يعتبرها الفقيه بدعة.
وقد ذكر ابن قزمان يناير مرتين في ديوانه . في البداية، يستحضرها بعبارات احتفالية، ثم يقدم وصفًا تفصيليًا للاحتفال بيناير في القرن لثاني عشر في قرطبة. أثناء تجوله في أحد الأسواق، يصف المنتجات الآتية من بلاد المغرب المعروضة في أكشاك السوق، مثل الكعك وقرن غزال والحلويات والفواكه الطازجة والفواكه المجففة  الآخرى . تشكل هذه القصيدة أحد المصادر النادرة في العصور الوسطى التي توفر الكثير من التفاصيل حول طقوس ينيير في الأندلس.

### الرمزية والطقوس
يناير هو وقت يزخر بالرمزية الثقافية والتقاليد الاجتماعية، حيث يتم خلاله تبادل الأمنيات بالرخاء وطول العمر. يتضمن الاحتفال بهذا الشهر مجموعة من الطقوس والممارسات ذات الدلالات الخاصة، ومنها:
- قصات الشعر الأولى: تُعتبر قصات الشعر الأولى للأطفال الصغار في هذا الشهر رمزًا للنمو والتجديد، وهو تقليد تحرص عليه العديد من العائلات.
- بركات الزواج: يُعتقد أن الزيجات التي تُعقد خلال يناير، باعتباره وقتًا ميمونًا، تحمل دلالات إيجابية وفألًا حسنًا.
- طقوس الزراعة: في المناطق الريفية، يقوم الأطفال بجمع الفواكه والخضروات من المزارع، وهو نشاط يُعزز ارتباطهم بالطبيعة ويعكس التفاؤل بموسم حصاد وفير.

تتميز هذه الطقوس، التي تُمارَس خلال يناير، برمزية هدفها مواجهة شبح نقص في المواد الغذائية، واستقبال التغيير والازدهار، بالإضافة إلى الترحيب بالقوى غير المرئية التي كانت جزءًا من المعتقدات التقليدية للبربر.